# OK Computer
OK Computer är ett musikalbum av den brittiska rockgruppen Radiohead från 1997. 
OK Computer är Radioheads tredje album. Enligt gruppens ene gitarrist Jonny Greenwood var OK Computer ursprungligen namnet på en låt av bandet, men de gillade den inte och beslöt sig för att utelämna låten men använda namnet till skivan istället. Albumet ses ofta som bandets främsta och ett av de mest inflytelserika albumen under 1990-talet. Det blev etta på UK Albums Chart och vann en Grammy för bästa alternativa musikalbum. Tidningen Rolling Stone rankade det 2003 som nummer 162 av de 500 bästa albumen genom tiderna. Sajten Pitchfork Media rankade det 2003 som 1990-talets bästa album.
"Paranoid Android", "Karma Police" och "No Surprises" släpptes även som singlar, medan "Airbag" släpptes som del av ep:n Airbag/How Am I Driving? 1998. "Let Down", "Lucky" och "Climbing Up the Walls" släpptes som limiterade singlar eller som promoskivor.

## Inspelningen

### Canned Applause
Medlemmarna i Radiohead började skriva låtar till OK Computer i början av år 1996 i sin replokal Canned Applause i närheten av deras hem i Oxford, England. I juli samma år hade de spelat in No Surprises, Subterranean Homesick Alien, The Tourist och Electioneering tillsammans med producenten Nigel Godrich. Bandet fortsatte att spela in låtar i St Catherine's Court, en herrgård utanför Bath där The Cure hade spelat in albumet Wild Mood Swings.

### St Catherine's Court

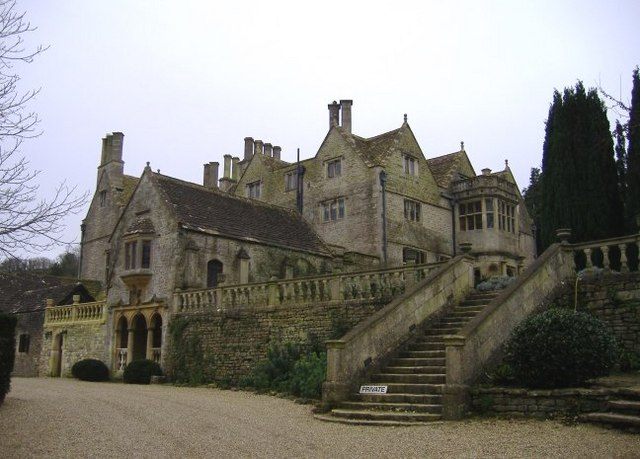
Åtta av låtarna på OK Computer spelades in i St Catherines Court.

Stämningen i St Catherine's Court var radikalt annorlunda den i Canned Applause. Herrgården var placerad långt ute på landsbygden och det bodde inga människor i närheten. Yorke sade i en intervju i Request Magazine att det var "extremt isolerat" och att "det var absolut inget liv där borta, aldrig, förutom ibland när en bil körde förbi på det enfiliga körfältet". Jonny Greenwood beskrev folktomheten i herrgården ytterligare: "jag och Colin [Greenwood] lämnade inte huset de första två veckorna. Så åkte vi till Bath och det var som att landa på en annan planet". Efter att ha anlänt och gjort i ordning satte bandmedlemmarna och Godrich igång med att spela in låtar utan hjälp från varken tekniker eller ingenjörer. "Det var bokstavligt talat jag, bandet och en kock", sade Godrich i en intervju med musiktidningen Mix. "Vi var som ett par ungar. Vi tänkte, vi får göra vad vi vill, vilket var skönheten i det hela." Det mesta av albumet spelades in live och gavs sedan samplingar. Några låtar (däribland "Paranoid Android") krävde bara en tagning. Den enda låten som inte spelades in live var "Airbag", som innehöll loopar från Phil Selways trummande.

## Mottagande
OK Computer ansågs av många vara en av de bästa skivorna året 1997. Albumet såg också till så att Radiohead ansågs som ett av de mest framstående banden under 90-talet. Stephen Thomas Erlewine på Allmusic beskrev skivan som "en alldeles förvånande demonstration av musikalisk virtuos" och tillade att "OK Computer är fylld med dystra mästerverk". I sin recension på Slant Magazine berömde Sal Cinquemani Radiohead för deras blandning av rock och electronica. Han jämförde detta med U2s tre månader tidigare utgivna skiva Pop, som också var en blandning av rock och electronica, och menade att OK Computer hade genomförts med bättre resultat. James Slaughter på Blender jämförde albumet med Pink Floyds kritikerrosade The Dark Side of the Moon.
Även i Sverige var kritiken positiv. Håkan Steen på Aftonbladet gav OK Computer fyra plus av fem och skrev att "Radiohead framstår mer och mer som ett av de verkligt stora brittiska 90-talsbanden". Daniella Arvidsson på Dagensskiva gav skivan högsta möjliga betyg och skrev att "deras sätt att kombinera både det sorgsna och det upprymda till en ypperlig och magnifik blandning förstärker bara deras ställning inom musikvärlden".

## Låtlista
Samtliga låtar skrivna av Thom Yorke, Jonny Greenwood, Phil Selway, Ed O'Brien och Colin Greenwood.
1. "Airbag" – 4:44
2. "Paranoid Android" – 6:23
3. "Subterranean Homesick Alien" – 4:27
4. "Exit Music (For a Film)" – 4:25
5. "Let Down" – 4:59
6. "Karma Police" – 4:22
7. "Fitter Happier" – 1:57
8. "Electioneering" – 3:51
9. "Climbing Up the Walls" – 4:45
10. "No Surprises" – 3:49
11. "Lucky" – 4:20
12. "The Tourist" – 5:25